# Medagliati olimpici nella lotta libera
Elenco dei vincitori di medaglia olimpica nella lotta libera.

## Medagliere
Aggiornato a 2016 - Nessuna Olimpiade invernale. In corsivo le nazioni (o squadre) non più esistenti.
| Pos | Nazione                   | Oro | Argento | Bronzo | Totale |
| --- | ------------------------- | --- | ------- | ------ | ------ |
| 1   | Stati Uniti               | 51  | 37      | 29     | 117    |
| 2   | Giappone                  | 29  | 15      | 14     | 58     |
| 3   | Unione Sovietica          | 28  | 15      | 13     | 56     |
| 4   | Turchia                   | 18  | 12      | 9      | 39     |
| 5   | Russia                    | 17  | 9       | 8      | 34     |
| 6   | Bulgaria                  | 8   | 19      | 12     | 39     |
| 7   | Svezia                    | 8   | 10      | 10     | 28     |
| 8   | Finlandia                 | 8   | 7       | 10     | 25     |
| 9   | Iran                      | 6   | 13      | 17     | 35     |
| 10  | Corea del Sud             | 4   | 9       | 7      | 20     |
| 11  | Canada                    | 4   | 7       | 8      | 17     |
| 12  | Svizzera                  | 4   | 4       | 5      | 13     |
| 1   | Azerbaigian               | 3   | 5       | 9      | 17     |
| 13  | Gran Bretagna             | 3   | 4       | 10     | 17     |
| 14  | Ungheria                  | 3   | 4       | 8      | 15     |
| 15  | Uzbekistan                | 3   | 3       | 2      | 8      |
| 17  | Corea del Nord            | 3   | 2       | 4      | 9      |
| 18  | Squadra Unificata         | 3   | 2       | 2      | 7      |
| 19  | Ucraina                   | 2   | 4       | 5      | 11     |
| 20  | Cina                      | 2   | 3       | 2      | 7      |
| 21  | Francia                   | 2   | 2       | 5      | 9      |
| 24  | Georgia                   | 2   | 2       | 5      | 9      |
| 22  | Cuba                      | 2   | 1       | 5      | 8      |
| 23  | Estonia                   | 2   | 1       | 0      | 3      |
| 25  | Jugoslavia                | 1   | 1       | 2      | 4      |
| 26  | Squadra Unificata Tedesca | 1   | 1       | 0      | 2      |
| 27  | Romania                   | 1   | 0       | 5      | 6      |
| 28  | Italia                    | 1   | 0       | 1      | 2      |
| 30  | Kazakistan                | 0   | 4       | 6      | 10     |
| 29  | Mongolia                  | 0   | 4       | 5      | 8      |
| 31  | Belgio                    | 0   | 3       | 0      | 3      |
| 39  | Bielorussia               | 0   | 2       | 2      | 4      |
| 32  | Germania Est              | 0   | 2       | 1      | 3      |
| 33  | Germania                  | 0   | 2       | 0      | 2      |
| 34  | Polonia                   | 0   | 1       | 5      | 6      |
| 36  | India                     | 0   | 1       | 4      | 5      |
| 35  | Germania Ovest            | 0   | 1       | 3      | 4      |
| 37  | Cecoslovacchia            | 0   | 1       | 3      | 4      |
| 38  | Australia                 | 0   | 1       | 2      | 3      |
| 40  | Porto Rico                | 0   | 1       | 0      | 1      |
| 40  | Armenia                   | 0   | 1       | 0      | 1      |
| 40  | Norvegia                  | 0   | 1       | 0      | 1      |
| 40  | Siria                     | 0   | 1       | 0      | 1      |
| 44  | Tagikistan                | 0   | 1       | 0      | 1      |
| 45  | Colombia                  | 0   | 0       | 3      | 3      |
| 46  | Grecia                    | 0   | 0       | 2      | 2      |
| 47  | Austria                   | 0   | 0       | 1      | 1      |
| 47  | Macedonia del Nord        | 0   | 0       | 1      | 1      |
| 47  | Pakistan                  | 0   | 0       | 1      | 1      |
| 47  | Slovacchia                | 0   | 0       | 1      | 1      |
| 47  | Spagna                    | 0   | 0       | 1      | 1      |
| 47  | Tunisia                   | 0   | 0       | 1      | 1      |

## Albo d'oro

### Maschile

#### Pesi mosca leggeri
- -47,6 kg: 1904
- -48 kg: 1972–1996

Attualmente escluso dal programma olimpico.
| Edizione                                                      | Oro                                    | Argento                                      | Bronzo                                       |
| ------------------------------------------------------------- | -------------------------------------- | -------------------------------------------- | -------------------------------------------- |
| Saint Louis 1904                                              | Robert Curry                           | John Hein                                    | Gustav Tiefenthaler                          |
| Categoria non inclusa nel programma olimpico dal 1908 al 1968 |                                        |                                              |                                              |
| Monaco di Baviera 1972                                        | Roman Dmitriev                         | Ognjan Nikolov                               | Ebrạhim Javạdi                               |
| Montréal 1976                                                 | Hasan Isaev                            | Roman Dmitriev                               | Akira Kudō                                   |
| Mosca 1980                                                    | Claudio Pollio                         | Jang Se-hong                                 | Sergej Kornilaev                             |
| Los Angeles 1984                                              | Bobby Weaver                           | Takashi Irie                                 | Son Gab-do                                   |
| Seul 1988                                                     | Takashi Kobayashi                      | Ivan Conov                                   | Sergej Karamčakov                            |
| Barcellona 1992                                               | Kim Il                                 | Kim Jong-shin                                | Vügar Orudžëv                                |
| Atlanta 1996                                                  | Kim Il                                 | Armen Mkrtčyan                               | Alexis Vila                                  |
| Atleta meglio premiato: Kim Il (2/0/0)                        | Atleta meglio premiato: Kim Il (2/0/0) | Nazione meglio premiata: Stati Uniti (2/1/1) | Nazione meglio premiata: Stati Uniti (2/1/1) |

#### Pesi mosca
- -52,16 kg: 1904
- -52 kg: 1948–1996
- -54 kg: 2000

Attualmente escluso dal programma olimpico.
| Edizione                                                         | Oro                                                              | Argento                                   | Bronzo                                    |
| ---------------------------------------------------------------- | ---------------------------------------------------------------- | ----------------------------------------- | ----------------------------------------- |
| Saint Louis 1904                                                 | George Mehnert                                                   | Gustave Bauer                             | William Nelson                            |
| Categoria non inclusa nel programma olimpico dal 1908 al 1936    |                                                                  |                                           |                                           |
| Londra 1948                                                      | Lennart Viitala                                                  | Halit Balamir                             | Thure Johansson                           |
| Helsinki 1952                                                    | Hasan Gemici                                                     | Yushu Kitano                              | Mahmoud Mollaghasemi                      |
| Melbourne 1956                                                   | Mirian Calkalamanidze                                            | Mohammad Ali Khojastepour                 | Huseyin Akbas                             |
| Roma 1960                                                        | Ahmet Bilek                                                      | Masayuki Matsubara                        | Ebrahim Seifpour                          |
| Tokyo 1964                                                       | Yoshikatsu Yoshida                                               | Chang Chang-sun                           | Ali Akbar Heidari                         |
| Città del Messico 1968                                           | Shigeo Nakata                                                    | Richard Sanders                           | Čimėdbazaryn Damdinšarav                  |
| Monaco di Baviera 1972                                           | Kiyomi Katō                                                      | Arsen Alachverdiev                        | Kim Gwong-hyong                           |
| Montréal 1976                                                    | Yūji Takada                                                      | Aleksandr Ivanov                          | Jeon Hae-sup                              |
| Mosca 1980                                                       | Anatolij Beloglazov                                              | Władysław Stecyk                          | Nermedin Selimov                          |
| Los Angeles 1984                                                 | Šaban Trstena                                                    | Kim Jong-kyu                              | Yūji Takada                               |
| Seul 1988                                                        | Mitsuru Satō                                                     | Šaban Trstena                             | Vladimir Toguzov                          |
| Barcellona 1992                                                  | Ri Hak-son                                                       | Larry Jones                               | Valentin Jordanov                         |
| Atlanta 1996                                                     | Valentin Jordanov                                                | Namiq Abdullayev                          | Ma̋ulen Mamyrov                            |
| Sydney 2000                                                      | Namiq Abdullayev                                                 | Samuel Henson                             | Amiran Kardanov                           |
| Atleta meglio premiato: Šaban Trstena e Namiq Abdullayev (1/1/0) | Atleta meglio premiato: Šaban Trstena e Namiq Abdullayev (1/1/0) | Nazione meglio premiata: Giappone (5/2/1) | Nazione meglio premiata: Giappone (5/2/1) |

#### Pesi gallo
- -56,70 kg: 1904
- -54 kg: 1908
- -56 kg: 1924–1936
- -57 kg: 1948–1996
- -58 kg: 2000–2004
- -55 kg: 2008–2012
- -57 kg: 2016–oggi

| Edizione                                                          | Oro                                                               | Argento | Bronzo                                       |
| ----------------------------------------------------------------- | ----------------------------------------------------------------- | --- | -------------------------------------------- |
| Saint Louis 1904                                                  | Jack Niflot                                                       | Gus Wester | Louis Strebler                               |
| Londra 1908                                                       | George Mehnert                                                    | William J. Press | Aubert Côté                                  |
| Parigi 1924                                                       | Kustaa Pihlajamäki                                                | Kaarlo Mäkinen | Bryan Hines                                  |
| Amsterdam 1928                                                    | Kaarlo Mäkinen                                                    | Clement Spapen | James Trifunov                               |
| Los Angeles 1932                                                  | Robert Pearce                                                     | Ödön Zombori | Aatos Yli-Jaskari                            |
| Berlino 1936                                                      | Ödön Zombori                                                      | Ross Flood | Johannes Herbert                             |
| Londra 1948                                                       | Nasuh Akar                                                        | Gerald Leeman | Charles Kouyos                               |
| Helsinki 1952                                                     | Shohachi Ishii                                                    | [[File: Flag of the Soviet Union (1936 – 1955).svg\|class=noviewer\| Unione Sovietica (bandiera)\|border\|20x16px]] Rašid Mamedbekov | Khashaba Jadav                               |
| Melbourne 1956                                                    | Mustafa Dağıstanlı                                                | Mehdi Yaghoubi | Michail Šachov                               |
| Roma 1960                                                         | Terrence McCann                                                   | Neždet Zalev | Tadeusz Trojanowski                          |
| Tokyo 1964                                                        | Yojiro Uetake                                                     | Hüseyin Akbaş | Ajdyn Ibragimov                              |
| Città del Messico 1968                                            | Yojiro Uetake                                                     | Donald Behm | Aboutaleb Talebi                             |
| Monaco di Baviera 1972                                            | Hideaki Yanagida                                                  | Richard Sanders | László Klinga                                |
| Montréal 1976                                                     | Vladimir Jumin                                                    | Hans-Dieter Brüchert | Masao Arai                                   |
| Mosca 1980                                                        | Sergej Beloglazov                                                 | Li Ho-pyong | Dugarsürėngijn Ojuunbold                     |
| Los Angeles 1984                                                  | Hideaki Tomiyama                                                  | Barry Davis | Kim Eui-kon                                  |
| Seul 1988                                                         | Sergej Beloglazov                                                 | Askari Mohammadian | Noh Kyung-sun                                |
| Barcellona 1992                                                   | Alejandro Puerto                                                  | Sergej Smal' | Kim Yong-sik                                 |
| Atlanta 1996                                                      | Kendall Cross                                                     | Gia Sissaouri | Ri Yong-sam                                  |
| Sydney 2000                                                       | Alireza Dabir                                                     | Jevhen Buslovyč | Terry Brands                                 |
| Atene 2004                                                        | Mavlet Batirov                                                    | Stephen Abas | Chikara Tanabe                               |
| Pechino 2008                                                      | Henry Cejudo                                                      | Tomohiro Matsunaga | Radoslav Velikov                             |
| Pechino 2008                                                      | Henry Cejudo                                                      | Tomohiro Matsunaga | Besik Kudukhov                               |
| Londra 2012                                                       | Džamal Otarsultanov                                               | Vladimer Khintšegašvili | Yang Kyong-il                                |
| Londra 2012                                                       | Džamal Otarsultanov                                               | Vladimer Khintšegašvili | Shinichi Yumoto                              |
| Rio de Janeiro 2016                                               | Vladimer Khintšegašvili                                           | Rei Higuchi | Haji Aliyev                                  |
| Rio de Janeiro 2016                                               | Vladimer Khintšegašvili                                           | Rei Higuchi | Hassan Rahimi                                |
| Tokyo 2020                                                        | Zaur Uguev                                                        | Ravi Kumar Dahiya | Nurislam Sanayev                             |
| Tokyo 2020                                                        | Zaur Uguev                                                        | Ravi Kumar Dahiya | Thomas Gilman                                |
| Parigi 2024                                                       | Rei Higuchi                                                       | Spencer Lee | Aman Sehrawat                                |
| Parigi 2024                                                       | Rei Higuchi                                                       | Spencer Lee | Gulomjon Abdullaev                           |
| Atleta meglio premiato: Yojiro Uetake e Sergej Beloglazov (2/0/0) | Atleta meglio premiato: Yojiro Uetake e Sergej Beloglazov (2/0/0) | Nazione meglio premiata: Stati Uniti (6/7/4)                                                                                         | Nazione meglio premiata: Stati Uniti (6/7/4) |

#### Pesi piuma
- -61,33 kg: 1904
- -60,30 kg: 1908
- -61 kg: 1920–1936
- -63 kg: 1948–1968
- -62 kg: 1972–1992
- -63 kg: 1996–2004
- -60 kg: 2008–2012

Attualmente escluso dal programma olimpico.
| Edizione                                   | Oro                                        | Argento                                      | Bronzo                                       |
| ------------------------------------------ | ------------------------------------------ | -------------------------------------------- | -------------------------------------------- |
| Saint Louis 1904                           | Ben Bradshaw                               | Ted McLear                                   | Charles Clapper                              |
| Londra 1908                                | George Dole                                | John Slim                                    | William McKie                                |
| Stoccolma 1912                             | Evento non incluso nel programma olimpico  | Evento non incluso nel programma olimpico    | Evento non incluso nel programma olimpico    |
| Anversa 1920                               | Charles Ackerly                            | Samuel Gerson                                | Philip Bernard                               |
| Parigi 1924                                | Robin Reed                                 | Chet Newton                                  | Katsutoshi Naito                             |
| Amsterdam 1928                             | Allie Morrison                             | Kustaa Pihlajamäki                           | Hans Minder                                  |
| Los Angeles 1932                           | Hermanni Pihlajamäki                       | Edgar Nemir                                  | Einar Karlsson                               |
| Berlino 1936                               | Kustaa Pihlajamäki                         | Francis Millard                              | Gösta Jönsson-Frändfors                      |
| Londra 1948                                | Gazanfer Bilge                             | Ivar Sjölin                                  | Adolf Müller                                 |
| Helsinki 1952                              | Bayram Şit                                 | Nasser Givehchi                              | Josiah Henson                                |
| Melbourne 1956                             | Shōzo Sasahara                             | Joseph Mewis                                 | Erkki Penttilä                               |
| Roma 1960                                  | Mustafa Dağıstanlı                         | Stančo Kolev                                 | Vladimir Rubašvili                           |
| Tokyo 1964                                 | Osamu Watanabe                             | Stančo Kolev                                 | Nodar Chochašvili                            |
| Città del Messico 1968                     | Masaaki Kaneko                             | Enju Todorov                                 | Shamseddin Seyed-Abbasi                      |
| Monaco di Baviera 1972                     | Zaglav Abdulbekov                          | Vehbi Akdağ                                  | Ivan Krăstev                                 |
| Montréal 1976                              | Yang Jung-mo                               | Zėvėgijn Ojdov                               | Gene Davis                                   |
| Mosca 1980                                 | Magomed-Gasan Abušev                       | Miho Dukov                                   | Geōrgios Chatzīiōannidīs                     |
| Los Angeles 1984                           | Randy Lewis                                | Kosei Akaishi                                | Lee Jung-keun                                |
| Seul 1988                                  | John Smith                                 | Stepan Sarkisjan                             | Simeon Šterev                                |
| Barcellona 1992                            | John Smith                                 | Askari Mohammadian                           | Lázaro Reinoso                               |
| Atlanta 1996                               | Tom Brands                                 | Jang Jae-sung                                | El'brus Tedejev                              |
| Sydney 2000                                | Murad Umachanov                            | Serafim Bărzakov                             | Jang Jae-sung                                |
| Atene 2004                                 | Yandro Quintana                            | Masoud Mostafa-Jokar                         | Kenji Inoue                                  |
| Pechino 2008                               | Mavlet Batirov                             | Kenichi Yumoto                               | Bazar Bazarguruev                            |
| Pechino 2008                               | Mavlet Batirov                             | Kenichi Yumoto                               | Morad Mohammadi                              |
| Londra 2012                                | Toğrul Əsgərov                             | Besik Kuduchov                               | Yogeshwar Dutt                               |
| Londra 2012                                | Toğrul Əsgərov                             | Besik Kuduchov                               | Coleman Scott                                |
| Atleta meglio premiato: John Smith (2/0/0) | Atleta meglio premiato: John Smith (2/0/0) | Nazione meglio premiata: Stati Uniti (9/5/4) | Nazione meglio premiata: Stati Uniti (9/5/4) |

#### Pesi leggeri
- -65,77 kg: 1904
- -66,6 kg: 1908
- -67,5 kg: 1920–1936
- -67 kg: 1948–1960
- -70 kg: 1964–1968
- -68 kg: 1972–1996
- -69 kg: 2000–2004
- -66 kg: 2008–2012
- -65 kg: 2016–oggi

| Edizione                                      | Oro                                           | Argento                                      | Bronzo                                       |
| --------------------------------------------- | --------------------------------------------- | -------------------------------------------- | -------------------------------------------- |
| Saint Louis 1904                              | Otto Roehm                                    | Rudolph Tesing                               | Al Zirkel                                    |
| Londra 1908                                   | George de Relwyskow                           | Billy Wood                                   | Arthur Gingell                               |
| Stoccolma 1912                                | Evento non incluso nel programma olimpico     | Evento non incluso nel programma olimpico    | Evento non incluso nel programma olimpico    |
| Anversa 1920                                  | Kalle Anttila                                 | Gottfrid Svensson                            | Herbert Wright                               |
| Parigi 1924                                   | Russell Vis                                   | Volmar Wikström                              | Arvo Haavisto                                |
| Amsterdam 1928                                | Osvald Käpp                                   | Charles Pacôme                               | Eino Leino                                   |
| Los Angeles 1932                              | Charles Pacôme                                | Károly Kárpáti                               | Gustaf Klarén                                |
| Berlino 1936                                  | Károly Kárpáti                                | Wolfgang Ehrl                                | Hermanni Pihlajamäki                         |
| Londra 1948                                   | Celal Atik                                    | Gösta Jönsson-Frändfors                      | Hermann Baumann                              |
| Helsinki 1952                                 | Olle Anderberg                                | Jay Thomas Evans                             | Jahanbakht Tofigh                            |
| Melbourne 1956                                | Emam-Ali Habibi                               | Shigeru Kasahara                             | Alimbeg Bestaev                              |
| Roma 1960                                     | Shelby Wilson                                 | Vladimir Sinjavskij                          | Enju Vălčev                                  |
| Tokyo 1964                                    | Enju Vălčev                                   | Klaus Rost                                   | Iwao Horiuchi                                |
| Città del Messico 1968                        | Abdollah Movahed                              | Enju Vălčev                                  | Danzandaržaagijn Sėrėėtėr                    |
| Monaco di Baviera 1972                        | Dan Gable                                     | Kikuo Wada                                   | Ruslan Ašuraliev                             |
| Montréal 1976                                 | Pavel Pinigin                                 | Lloyd Keaser                                 | Yasaburo Sugawara                            |
| Mosca 1980                                    | Sajpulla Absaidov                             | Ivan Jankov                                  | Šaban Sejdiu                                 |
| Los Angeles 1984                              | You In-tak                                    | Andrew Rein                                  | Jukka Rauhala                                |
| Seul 1988                                     | Arsen Fadzaev                                 | Park Jang-soon                               | Nate Carr                                    |
| Barcellona 1992                               | Arsen Fadzaev                                 | Valentin Gecov                               | Kosei Akaishi                                |
| Atlanta 1996                                  | Vadim Bogiev                                  | Townsend Saunders                            | Zaza Zazirov                                 |
| Sydney 2000                                   | Daniel Igali                                  | Arsen Gitinov                                | Lincoln McIlravy                             |
| Atene 2004                                    | El'brus Tedejev                               | Jamill Kelly                                 | Machač Murtazaliev                           |
| Pechino 2008                                  | Ramazan Şahin                                 | Andrij Stadnik                               | Otar Tushishvili                             |
| Pechino 2008                                  | Ramazan Şahin                                 | Andrij Stadnik                               | Sushil Kumar                                 |
| Londra 2012                                   | Tatsuhiro Yonemitsu                           | Sushil Kumar                                 | Liván López                                  |
| Londra 2012                                   | Tatsuhiro Yonemitsu                           | Sushil Kumar                                 | Aķžürek Tañatarov                            |
| Rio de Janeiro 2016                           | Soslan Ramonov                                | Toğrul Əsgərov                               | Frank Chamizo-Marquez                        |
| Rio de Janeiro 2016                           | Soslan Ramonov                                | Toğrul Əsgərov                               | Ikhtiyor Navruzov                            |
| Tokyo 2020                                    | Takuto Otoguro                                | Hacı Əliyev                                  | Gadžimurad Rašidov                           |
| Tokyo 2020                                    | Takuto Otoguro                                | Hacı Əliyev                                  | Bajrang Punia                                |
| Parigi 2024                                   | Kotaro Kiyooka                                | Rahman Amouzad                               | Islam Dudaev                                 |
| Parigi 2024                                   | Kotaro Kiyooka                                | Rahman Amouzad                               | Sebastian Rivera                             |
| Atleta meglio premiato: Arsen Fadzaev (2/0/0) | Atleta meglio premiato: Arsen Fadzaev (2/0/0) | Nazione meglio premiata: Stati Uniti (4/5/3) | Nazione meglio premiata: Stati Uniti (4/5/3) |

#### Pesi welter
- -71,67 kg: 1904
- -72 kg: 1924–1936
- -73 kg: 1948–1960
- -78 kg: 1964–1996
- -76 kg: 2000–2004
- -74 kg: 2008–oggi

| Edizione                                                   | Oro                                              | Argento                                       | Bronzo                                        |
| ---------------------------------------------------------- | ------------------------------------------------ | --------------------------------------------- | --------------------------------------------- |
| Saint Louis 1904                                           | Charles Ericksen                                 | Bill Beckmann                                 | Jerry Winholtz                                |
| Misura non inclusa nel programma olimpico dal 1908 al 1920 |                                                  |                                               |                                               |
| Parigi 1924                                                | Hermann Gehri                                    | Eino Leino                                    | Otto Müller                                   |
| Amsterdam 1928                                             | Arvo Haavisto                                    | Lloyd Appleton                                | Maurice Letchford                             |
| Los Angeles 1932                                           | Jack van Bebber                                  | Daniel MacDonald                              | Eino Leino                                    |
| Berlino 1936                                               | Frank Lewis                                      | Thure Andersson                               | Joe Schleimer                                 |
| Londra 1948                                                | Yaşar Doğu                                       | Dick Garrard                                  | Leland Merrill                                |
| Helsinki 1952                                              | William Smith                                    | Per Gunnar Berlin                             | Abdollah Mojtabavi                            |
| Melbourne 1956                                             | Mitsuo Ikeda                                     | İbrahim Zengin                                | Vachtang Balavadze                            |
| Roma 1960                                                  | Douglas Blubaugh                                 | İsmail Ogan                                   | Muhammad Bashir                               |
| Tokyo 1964                                                 | İsmail Ogan                                      | Guram Sagaradze                               | Mohammad Ali Sanatkaran                       |
| Città del Messico 1968                                     | Mahmut Atalay                                    | Daniel Robin                                  | Tömörijn Artag                                |
| Monaco di Baviera 1972                                     | Wayne Wells                                      | Jan Karlsson                                  | Adolf Seger                                   |
| Montréal 1976                                              | Jiichirō Date                                    | Mansour Barzegar                              | Stanley Dziedzic                              |
| Mosca 1980                                                 | Valentin Raychev                                 | Žamcyin Davaažav                              | Dan Karabin                                   |
| Los Angeles 1984                                           | Dave Schultz                                     | Martin Knosp                                  | Šaban Sejdiu                                  |
| Seul 1988                                                  | Kenny Monday                                     | Adlan Varaev                                  | Rahmat Sofiadi                                |
| Barcellona 1992                                            | Park Jang-soon                                   | Kenny Monday                                  | Amir Reza Khadem                              |
| Atlanta 1996                                               | Buvajsar Sajtiev                                 | Park Jang-soon                                | Takuya Ōta                                    |
| Sydney 2000                                                | Brandon Slay                                     | Moon Eui-jae                                  | Adem Bereket                                  |
| Atene 2004                                                 | Buvajsar Sajtiev                                 | Gennadij Laliev                               | Iván Fundora                                  |
| Pechino 2008                                               | Buvajsar Sajtiev                                 | Murad Gajdaraŭ                                | Gheorghita Stefan                             |
| Pechino 2008                                               | Buvajsar Sajtiev                                 | Murad Gajdaraŭ                                | Kiril Terziev                                 |
| Londra 2012                                                | Jordan Burroughs                                 | Sadegh Goudarzi                               | Denis Carguš                                  |
| Londra 2012                                                | Jordan Burroughs                                 | Sadegh Goudarzi                               | Gábor Hatos                                   |
| Rio de Janeiro 2016                                        | Hassan Yazdani                                   | Aniuar Geduev                                 | Cəbrayıl Həsənov                              |
| Rio de Janeiro 2016                                        | Hassan Yazdani                                   | Aniuar Geduev                                 | Soner Demirtaş                                |
| Tokyo 2020                                                 | Zaurbek Sidakov                                  | Mahamedchabib Kadzimahamedaŭ                  | Kyle Dake                                     |
| Tokyo 2020                                                 | Zaurbek Sidakov                                  | Mahamedchabib Kadzimahamedaŭ                  | Bekzod Abdurakhmonov                          |
| Parigi 2024                                                | Razambek Zhamalov                                | Daichi Takatani                               | Chermen Valiev                                |
| Parigi 2024                                                | Razambek Zhamalov                                | Daichi Takatani                               | Kyle Dake                                     |
| Atleta meglio premiato: Buvajsar Sajtiev (3/0/0)           | Atleta meglio premiato: Buvajsar Sajtiev (3/0/0) | Nazione meglio premiata: Stati Uniti (10/3/5) | Nazione meglio premiata: Stati Uniti (10/3/5) |

#### Pesi medi
- -73 kg: 1908
- -75 kg: 1920
- -79 kg: 1924–1960
- -87 kg: 1964–1968
- -82 kg: 1972–1996
- -85 kg: 2000–2004
- -84 kg: 2008–2012
- -86 kg: 2016–oggi

| Edizione                                      | Oro | Argento                                      | Bronzo                                       |
| --------------------------------------------- | --- | -------------------------------------------- | -------------------------------------------- |
| Londra 1908                                   | Stanley Bacon | George de Relwyskow                          | Frederick Beck                               |
| Stoccolma 1912                                | Evento non incluso nel programma olimpico                                                                                               | Evento non incluso nel programma olimpico    | Evento non incluso nel programma olimpico    |
| Anversa 1920                                  | Eino Leino | Väinö Penttala                               | Charles Johnson                              |
| Parigi 1924                                   | Fritz Hagmann | Pierre Ollivier                              | Vilho Pekkala                                |
| Amsterdam 1928                                | Ernst Kyburz | Donald Stockton                              | Samuel Rabin                                 |
| Los Angeles 1932                              | Ivar Johansson | Kyösti Luukko                                | József Tunyogi                               |
| Berlino 1936                                  | Émile Poilvé | Richard Voliva                               | Ahmet Kireççi                                |
| Londra 1948                                   | Glen Brand | Adil Candemir                                | Erik Lindén                                  |
| Helsinki 1952                                 | [[File: Flag of the Soviet Union (1936 – 1955).svg\|class=noviewer\| Unione Sovietica (bandiera)\|border\|20x16px]] Davit Tsimak'uridze | Gholam Reza Takhti                           | György Gurics                                |
| Melbourne 1956                                | Nikola Stančev | Danny Hodge                                  | Georgij Schirtladze                          |
| Roma 1960                                     | Hasan Güngör | Georgij Schirtladze                          | Hans Antonsson                               |
| Tokyo 1964                                    | Prodan Gardžev | Hasan Güngör                                 | Daniel Brand                                 |
| Città del Messico 1968                        | Boris Gurevič | Žigžidijn Mönhbat                            | Prodan Gardžev                               |
| Monaco di Baviera 1972                        | Levan Tediašvili | John Peterson                                | Vasile Iorga                                 |
| Montréal 1976                                 | John Peterson | Viktor Novožilov                             | Adolf Seger                                  |
| Mosca 1980                                    | Ismail Abilov | Magomedchan Aracilov                         | István Kovács                                |
| Los Angeles 1984                              | Mark Schultz | Hideyuki Nagashima                           | Chris Rinke                                  |
| Seul 1988                                     | Han Myeong-u | Necmi Gençalp                                | Jozef Lohyňa                                 |
| Barcellona 1992                               | Kevin Jackson | Ėl'madi Žabrailov                            | Rasul Khadem Azghadi                         |
| Atlanta 1996                                  | Chadžimurad Magomedov | Yang Hyun-mo                                 | Amir Reza Khadem                             |
| Sydney 2000                                   | Adam Sajtiev | Yoel Romero                                  | Mogamed Ibragimov                            |
| Atene 2004                                    | Cael Sanderson | Moon Eui-jae                                 | Sažid Sažidov                                |
| Pechino 2008                                  | Revaz Mindorashvili | Jusup Abdusalamov                            | Georgij Ketoev                               |
| Pechino 2008                                  | Revaz Mindorashvili | Jusup Abdusalamov                            | Taras Dan'ko                                 |
| Londra 2012                                   | Şərif Şərifov | Jaime Espinal                                | Dato Marsagishvili                           |
| Londra 2012                                   | Şərif Şərifov | Jaime Espinal                                | Ehsan Lashgari                               |
| Rio de Janeiro 2016                           | Abdulrašid Sadulaev | Selim Yaşar                                  | Şərif Şərifov                                |
| Rio de Janeiro 2016                           | Abdulrašid Sadulaev | Selim Yaşar                                  | J'den Cox                                    |
| Tokyo 2020                                    | David Morris Taylor | Hassan Yazdani                               | Artur Najfonov                               |
| Tokyo 2020                                    | David Morris Taylor | Hassan Yazdani                               | Myles Amine                                  |
| Parigi 2024                                   | Magomed Ramazanov | Hassan Yazdani                               | Dauren Kurugliev                             |
| Parigi 2024                                   | Magomed Ramazanov | Hassan Yazdani                               | Aaron Brooks                                 |
| Atleta meglio premiato: John Peterson (1/1/0) | Atleta meglio premiato: John Peterson (1/1/0)                                                                                           | Nazione meglio premiata: Stati Uniti (6/3/4) | Nazione meglio premiata: Stati Uniti (6/3/4) |

#### Pesi massimi leggeri
- -82,5 kg: 1920
- -87 kg: 1924–1960
- -97 kg: 1964–1968
- -90 kg: 1972–1996

Attualmente escluso dal programma olimpico.
| Edizione                                            | Oro                                                 | Argento                                      | Bronzo                                       |
| --------------------------------------------------- | --------------------------------------------------- | -------------------------------------------- | -------------------------------------------- |
| Anversa 1920                                        | Anders Larsson                                      | Charles Courant                              | Walter Maurer                                |
| Parigi 1924                                         | John Spellman                                       | Rudolf Svensson                              | Charles Courant                              |
| Amsterdam 1928                                      | Thure Sjöstedt                                      | Arnold Bögli                                 | Henri Lefèbvre                               |
| Los Angeles 1932                                    | Peter Mehringer                                     | Thure Sjöstedt                               | Eddie Scarf                                  |
| Berlino 1936                                        | Knut Fridell                                        | August Neo                                   | Erich Siebert                                |
| Londra 1948                                         | Henry Wittenberg                                    | Fritz Stöckli                                | Bengt Fahlqvist                              |
| Helsinki 1952                                       | Viking Palm                                         | Henry Wittenberg                             | Adil Atan                                    |
| Melbourne 1956                                      | Gholam Reza Takhti                                  | Boris Kulaev                                 | Peter Blair                                  |
| Roma 1960                                           | İsmet Atlı                                          | Gholam Reza Takhti                           | Anatolij Albul                               |
| Tokyo 1964                                          | Aleksandr Medved'                                   | Ahmet Ayık                                   | Said Mustafov                                |
| Città del Messico 1968                              | Ahmet Ayık                                          | Šota Lomidze                                 | József Csatári                               |
| Monaco di Baviera 1972                              | Ben Peterson                                        | Gennadij Strachov                            | Nikolaj Andrianov                            |
| Montréal 1976                                       | Levan Tediašvili                                    | Ben Peterson                                 | Stelică Morcov                               |
| Mosca 1980                                          | Sanasar Oganisjan                                   | Uwe Neupert                                  | Aleksander Cichoń                            |
| Los Angeles 1984                                    | Edward Banach                                       | Akira Ōta                                    | Noel Loban                                   |
| Seul 1988                                           | Macharbek Chadarcev                                 | Akira Ōta                                    | Kim Tae-woo                                  |
| Barcellona 1992                                     | Macharbek Chadarcev                                 | Kenan Şimşek                                 | Chris Campbell                               |
| Atlanta 1996                                        | Rasul Khadem Azghadi                                | Macharbek Chadarcev                          | Eldar Kurtanidze                             |
| Atleta meglio premiato: Macharbek Chadarcev (2/1/0) | Atleta meglio premiato: Macharbek Chadarcev (2/1/0) | Nazione meglio premiata: Stati Uniti (5/2/3) | Nazione meglio premiata: Stati Uniti (5/2/3) |

#### Pesi massimi
- nessun limite: 1904–1968
- -100 kg: 1972–1996
- -97 kg: 2000–2004
- -96 kg: 2008–2012
- -97 kg: 2016–oggi

| Edizione                                                       | Oro | Argento                                      | Bronzo                                       |
| -------------------------------------------------------------- | --- | -------------------------------------------- | -------------------------------------------- |
| Saint Louis 1904                                               | Bernhoff Hansen | Frank Kugler                                 | Fred Warmbold                                |
| Londra 1908                                                    | George Cornelius O'Kelly | Jacob Gundersen                              | Edmond Barrett                               |
| Stoccolma 1912                                                 | Evento non incluso nel programma olimpico                                                                                                | Evento non incluso nel programma olimpico    | Evento non incluso nel programma olimpico    |
| Anversa 1920                                                   | Robert Roth | Nathaniel Pendleton                          | Fred Meyer                                   |
| Anversa 1920                                                   | Robert Roth | Nathaniel Pendleton                          | Ernst Nilsson                                |
| Parigi 1924                                                    | Harry Steel | Henri Wernli                                 | Archie MacDonald                             |
| Amsterdam 1928                                                 | Johan Richthoff | Aukusti Sihvola                              | Edmond Dame                                  |
| Los Angeles 1932                                               | Johan Richthoff | Jack Riley                                   | Nikolaus Hirschl                             |
| Berlino 1936                                                   | Kristjan Palusalu | Josef Klapuch                                | Hjalmar Nyström                              |
| Londra 1948                                                    | Gyula Bóbis | Bertil Antonsson                             | Joseph Armstrong                             |
| Helsinki 1952                                                  | [[File: Flag of the Soviet Union (1936 – 1955).svg\|class=noviewer\| Unione Sovietica (bandiera)\|border\|20x16px]] Arsen Mek'ok'ishvili | Bertil Antonsson                             | Ken Richmond                                 |
| Melbourne 1956                                                 | Hamit Kaplan | Husein Mehmedov                              | Taisto Kangasniemi                           |
| Roma 1960                                                      | Wilfried Dietrich | Hamit Kaplan                                 | Savkuz Dzarasov                              |
| Tokyo 1964                                                     | Aleksandr Ivanickij | Ljutvi Ahmedov                               | Hamit Kaplan                                 |
| Città del Messico 1968                                         | Aleksandr Medved' | Osman Duraliev                               | Wilfried Dietrich                            |
| Monaco di Baviera 1972                                         | Ivan Jarygin | Horloogijn Bajanmönh                         | József Csatári                               |
| Montréal 1976                                                  | Ivan Jarygin | Russell Hellickson                           | Dimo Kostov                                  |
| Mosca 1980                                                     | Ilija Mate | Slavčo Červenkov                             | Július Strnisko                              |
| Los Angeles 1984                                               | Lou Banach | Joseph Atiyeh                                | Vasile Pușcașu                               |
| Seul 1988                                                      | Vasile Pușcașu | Leri Chabelov                                | William Scherr                               |
| Barcellona 1992                                                | Leri Chabelov | Heiko Balz                                   | Ali Kayalı                                   |
| Atlanta 1996                                                   | Kurt Angle | Abbas Jadidi                                 | Arawat Sabejew                               |
| Sydney 2000                                                    | Sagid Murtazaliev | Islam Bajramukov                             | Eldar Kurtanidze                             |
| Atene 2004                                                     | Chadžimurat Gacalov | Magomed Ibragimov                            | Alireza Heidari                              |
| Pechino 2008                                                   | Širvani Muradov | Giorgi Gogshelidze                           | Xetaq Qazyumov                               |
| Pechino 2008                                                   | Širvani Muradov | Giorgi Gogshelidze                           | Michel Batista                               |
| Londra 2012                                                    | Jake Varner | Valerij Andrijcev                            | Xetaq Qazyumov                               |
| Londra 2012                                                    | Jake Varner | Valerij Andrijcev                            | Giorgi Gogshelidze                           |
| Rio de Janeiro 2016                                            | Kyle Snyder | Xetaq Qazyumov                               | Al'bert Saritov                              |
| Rio de Janeiro 2016                                            | Kyle Snyder | Xetaq Qazyumov                               | Magomed Ibragimov                            |
| Tokyo 2020                                                     | Abdulrašid Sadulaev | Kyle Snyder                                  | Reineris Salas                               |
| Tokyo 2020                                                     | Abdulrašid Sadulaev | Kyle Snyder                                  | Abraham Conyedo                              |
| Parigi 2024                                                    | Akhmed Tazhudinov | Givi Matcharashvili                          | Magomedkhan Magomedov                        |
| Parigi 2024                                                    | Akhmed Tazhudinov | Givi Matcharashvili                          | Amir Ali Azarpira                            |
| Atleta meglio premiato: Johan Richthoff e Ivan Jarygin (2/0/0) | Atleta meglio premiato: Johan Richthoff e Ivan Jarygin (2/0/0)                                                                           | Nazione meglio premiata: Stati Uniti (6/5/3) | Nazione meglio premiata: Stati Uniti (6/5/3) |

#### Pesi supermassimi
- nessun limite: 1972–1984
- -130 kg: 1988–2000
- -120 kg: 2004–2012
- -125 kg: 2016–oggi

| Edizione                                          | Oro                                               | Argento                                           | Bronzo                                            |
| ------------------------------------------------- | ------------------------------------------------- | ------------------------------------------------- | ------------------------------------------------- |
| Monaco di Baviera 1972                            | Aleksandr Medved'                                 | Osman Duraliev                                    | Chris Taylor                                      |
| Montréal 1976                                     | Soslan Andiev                                     | József Balla                                      | Ladislau Șimon                                    |
| Mosca 1980                                        | Soslan Andiev                                     | József Balla                                      | Adam Sandurski                                    |
| Los Angeles 1984                                  | Bruce Baumgartner                                 | Robert Molle                                      | Ayhan Taşkın                                      |
| Seul 1988                                         | David Gobežišvili                                 | Bruce Baumgartner                                 | Andreas Schröder                                  |
| Barcellona 1992                                   | Bruce Baumgartner                                 | Jeffrey Thue                                      | David Gobežišvili                                 |
| Atlanta 1996                                      | Mahmut Demir                                      | Aljaksej Mjadzvedzeŭ                              | Bruce Baumgartner                                 |
| Sydney 2000                                       | David Musul'bes                                   | Artur Tajmazov                                    | Alexis Rodríguez                                  |
| Atene 2004                                        | Artur Tajmazov                                    | Alireza Rezaei                                    | Aydın Polatçı                                     |
| Pechino 2008                                      | Bachtijar Achmedov                                | David Musul'bes                                   | Marid Mutalimov                                   |
| Pechino 2008                                      | Bachtijar Achmedov                                | David Musul'bes                                   | Disney Rodriguez                                  |
| Londra 2012                                       | Komeil Ghasemi                                    | non assegnata                                     | Tervel Dlagnev                                    |
| Londra 2012                                       | Biljal Machov                                     | non assegnata                                     | Daulet Shabanbay                                  |
| Rio de Janeiro 2016                               | Taha Akgül                                        | Komeil Ghasemi                                    | Ibrahim Saidaŭ                                    |
| Rio de Janeiro 2016                               | Taha Akgül                                        | Komeil Ghasemi                                    | Geno Petriashvili                                 |
| Tokyo 2020                                        | Gable Steveson                                    | Geno Petriashvili                                 | Amir Hossein Zare                                 |
| Tokyo 2020                                        | Gable Steveson                                    | Geno Petriashvili                                 | Taha Akgül                                        |
| Parigi 2024                                       | Geno Petriashvili                                 | Amir Hossein Zare                                 | Giorgi Meshvildishvili                            |
| Parigi 2024                                       | Geno Petriashvili                                 | Amir Hossein Zare                                 | Taha Akgül                                        |
| Atleta meglio premiato: Bruce Baumgartner (2/1/1) | Atleta meglio premiato: Bruce Baumgartner (2/1/1) | Nazione meglio premiata: Unione Sovietica (4/0/0) | Nazione meglio premiata: Unione Sovietica (4/0/0) |

### Femminile

#### Pesi mosca
- -48 kg: 2004–2016
- -50 kg: 2020–

| Edizione                                                     | Oro                                                          | Argento                                   | Bronzo                                    |
| ------------------------------------------------------------ | ------------------------------------------------------------ | ----------------------------------------- | ----------------------------------------- |
| Atene 2004                                                   | Iryna Merleni                                                | Chiharu Ichō                              | Patricia Miranda                          |
| Pechino 2008                                                 | Carol Huynh                                                  | Chiharu Ichō                              | Marija Stadnyk                            |
| Pechino 2008                                                 | Carol Huynh                                                  | Chiharu Ichō                              | Iryna Merleni                             |
| Londra 2012                                                  | Hitomi Obara                                                 | Marija Stadnyk                            | Carol Huynh                               |
| Londra 2012                                                  | Hitomi Obara                                                 | Marija Stadnyk                            | Clarissa Chun                             |
| Rio de Janeiro 2016                                          | Eri Tōsaka                                                   | Marija Stadnyk                            | Sun Yanan                                 |
| Rio de Janeiro 2016                                          | Eri Tōsaka                                                   | Marija Stadnyk                            | Elica Jankova                             |
| Tokyo 2020                                                   | Yui Susaki                                                   | Sun Yanan                                 | Marija Stadnyk                            |
| Tokyo 2020                                                   | Yui Susaki                                                   | Sun Yanan                                 | Sarah Hildebrandt                         |
| Parigi 2024                                                  | Sarah Hildebrandt                                            | Yusneylys Guzmán                          | Feng Ziqi                                 |
| Parigi 2024                                                  | Sarah Hildebrandt                                            | Yusneylys Guzmán                          | Yui Susaki                                |
| Atleta meglio premiato: Merleni, Huynh e Hildebrandt (1/0/1) | Atleta meglio premiato: Merleni, Huynh e Hildebrandt (1/0/1) | Nazione meglio premiata: Giappone (3/2/1) | Nazione meglio premiata: Giappone (3/2/1) |

#### Pesi gallo
- -53 kg: 2016–

| Edizione                | Oro                     | Argento                                   | Bronzo                                    |
| ----------------------- | ----------------------- | ----------------------------------------- | ----------------------------------------- |
| Rio de Janeiro 2016     | Helen Maroulis          | Saori Yoshida                             | Nataliya Sinişin                          |
| Rio de Janeiro 2016     | Helen Maroulis          | Saori Yoshida                             | Sofia Mattsson                            |
| Tokyo 2020              | Mayu Mukaida            | Pang Qianyu                               | Vanėsa Kaladzinskaja                      |
| Tokyo 2020              | Mayu Mukaida            | Pang Qianyu                               | Bat-Ochiryn Bolortuyaa                    |
| Parigi 2024             | Akari Fujinami          | Lucía Yépez                               | Pang Qianyu                               |
| Parigi 2024             | Akari Fujinami          | Lucía Yépez                               | Choe Hyo-gyong                            |
| Atleta meglio premiato: | Atleta meglio premiato: | Nazione meglio premiata: Giappone (2/1/0) | Nazione meglio premiata: Giappone (2/1/0) |

#### Pesi leggeri
- -55 kg: 2004–2012
- -58 kg: 2016
- -57 kg: 2020–

| Edizione                                      | Oro                                           | Argento                                   | Bronzo                                    |
| --------------------------------------------- | --------------------------------------------- | ----------------------------------------- | ----------------------------------------- |
| Atene 2004                                    | Saori Yoshida                                 | Tonya Verbeek                             | Anna Gomis                                |
| Pechino 2008                                  | Saori Yoshida                                 | Xu Li                                     | Tonya Verbeek                             |
| Pechino 2008                                  | Saori Yoshida                                 | Xu Li                                     | Jackeline Rentería                        |
| Londra 2012                                   | Saori Yoshida                                 | Tonya Verbeek                             | Yuliya Ratkeviç                           |
| Londra 2012                                   | Saori Yoshida                                 | Tonya Verbeek                             | Jackeline Rentería                        |
| Rio de Janeiro 2016                           | Kaori Ichō                                    | Valerija Koblova                          | Sakshi Malik                              |
| Rio de Janeiro 2016                           | Kaori Ichō                                    | Valerija Koblova                          | Marwa Amri                                |
| Tokyo 2020                                    | Risako Kawai                                  | Iryna Kuračkina                           | Helen Maroulis                            |
| Tokyo 2020                                    | Risako Kawai                                  | Iryna Kuračkina                           | Evelina Nikolova                          |
| Parigi 2024                                   | Tsugumi Sakurai                               | Anastasia Nichita                         | Hong Kexin                                |
| Parigi 2024                                   | Tsugumi Sakurai                               | Anastasia Nichita                         | Helen Maroulis                            |
| Atleta meglio premiato: Saori Yoshida (3/0/0) | Atleta meglio premiato: Saori Yoshida (3/0/0) | Nazione meglio premiata: Giappone (6/0/0) | Nazione meglio premiata: Giappone (6/0/0) |

#### Pesi medi
- -63 kg: 2004–2016
- -62 kg: 2020–

| Edizione                                   | Oro                                        | Argento                                   | Bronzo                                    |
| ------------------------------------------ | ------------------------------------------ | ----------------------------------------- | ----------------------------------------- |
| Atene 2004                                 | Kaori Ichō                                 | Sara McMann                               | Lise Legrand                              |
| Pechino 2008                               | Kaori Ichō                                 | Alëna Kartašova                           | Elena Šalygīna                            |
| Pechino 2008                               | Kaori Ichō                                 | Alëna Kartašova                           | Randi Miller                              |
| Londra 2012                                | Kaori Ichō                                 | Jing Ruixue                               | Battsetseg Soronzonbold                   |
| Londra 2012                                | Kaori Ichō                                 | Jing Ruixue                               | Ljubov' Volosova                          |
| Rio de Janeiro 2016                        | Risako Kawai                               | Marija Mamašuk                            | Ekaterīna Larīonova                       |
| Rio de Janeiro 2016                        | Risako Kawai                               | Marija Mamašuk                            | Monika Michalik                           |
| Tokyo 2020                                 | Yukako Kawai                               | Aisuluu Tynybekova                        | Iryna Koljadenko                          |
| Tokyo 2020                                 | Yukako Kawai                               | Aisuluu Tynybekova                        | Tajbe Jusein                              |
| Parigi 2024                                | Sakura Motoki                              | Iryna Koljadenko                          | Aisuluu Tynybekova                        |
| Parigi 2024                                | Sakura Motoki                              | Iryna Koljadenko                          | Grace Bullen                              |
| Atleta meglio premiato: Kaori Ichō (3/0/0) | Atleta meglio premiato: Kaori Ichō (3/0/0) | Nazione meglio premiata: Giappone (6/0/0) | Nazione meglio premiata: Giappone (6/0/0) |

#### Pesi massimi leggeri
- -69 kg: 2016
- -68 kg: 2020–

| Edizione                                             | Oro                                                  | Argento                          | Bronzo                           |
| ---------------------------------------------------- | ---------------------------------------------------- | -------------------------------- | -------------------------------- |
| Rio de Janeiro 2016                                  | Sara Doshō                                           | Natal'ja Vorob'ëva               | Ėl'mīra Syzdyķova                |
| Rio de Janeiro 2016                                  | Sara Doshō                                           | Natal'ja Vorob'ëva               | Jenny Fransson                   |
| Tokyo 2020                                           | Tamyra Mensah-Stock                                  | Blessing Oborududu               | Meerim Zhumanazarova             |
| Tokyo 2020                                           | Tamyra Mensah-Stock                                  | Blessing Oborududu               | Alla Čerkasova                   |
| Parigi 2024                                          | Amit Elor                                            | Meerim Zhumanazarova             | Nonoka Ozaki                     |
| Parigi 2024                                          | Amit Elor                                            | Meerim Zhumanazarova             | Buse Tosun Çavuşoğlu             |
| Atleta meglio premiato: Meerim Zhumanazarova (0/1/1) | Atleta meglio premiato: Meerim Zhumanazarova (0/1/1) | Nazione meglio premiata: (2/0/0) | Nazione meglio premiata: (2/0/0) |

#### Pesi massimi
- -72 kg: 2004–2012
- -75 kg: 2016
- -76 kg: 2020–

| Edizione                                                | Oro                                                     | Argento                               | Bronzo                                |
| ------------------------------------------------------- | ------------------------------------------------------- | ------------------------------------- | ------------------------------------- |
| Atene 2004                                              | Wang Xu                                                 | Guzel Manyurova                       | Kyōko Hamaguchi                       |
| Pechino 2008                                            | Wang Jiao                                               | Stanka Zlateva                        | Kyōko Hamaguchi                       |
| Pechino 2008                                            | Wang Jiao                                               | Stanka Zlateva                        | Agnieszka Wieszczek                   |
| Londra 2012                                             | Natal'ja Vorob'ёva                                      | Stanka Zlateva                        | Guzel Manyurova                       |
| Londra 2012                                             | Natal'ja Vorob'ёva                                      | Stanka Zlateva                        | Maider Unda                           |
| Rio de Janeiro 2016                                     | Erica Wiebe                                             | Guzel Manyurova                       | Zhang Fengliu                         |
| Rio de Janeiro 2016                                     | Erica Wiebe                                             | Guzel Manyurova                       | Ekaterina Bukina                      |
| Tokyo 2020                                              | Aline Rotter-Focken                                     | Adeline Gray                          | Yasemin Adar                          |
| Tokyo 2020                                              | Aline Rotter-Focken                                     | Adeline Gray                          | Zhou Qian                             |
| Parigi 2024                                             | Yuka Kagami                                             | Kennedy Blades                        | Tatiana Rentería                      |
| Parigi 2024                                             | Yuka Kagami                                             | Kennedy Blades                        | Milaimys Marín                        |
| Atleta meglio premiato: Bulgaria Stanka Zlateva (0/2/0) | Atleta meglio premiato: Bulgaria Stanka Zlateva (0/2/0) | Nazione meglio premiata: Cina (2/0/2) | Nazione meglio premiata: Cina (2/0/2) |